# アーロン・ブルックス (野球)
アーロン・リー・ブルックス（Aaron Lee Brooks, 1990年4月27日 - ）は、アメリカ合衆国カリフォルニア州サンバーナーディーノ郡モントクレア出身のプロ野球選手（投手）。右投右打。MLBのアスレチックス傘下所属。

## 経歴

### プロ入りとロイヤルズ時代

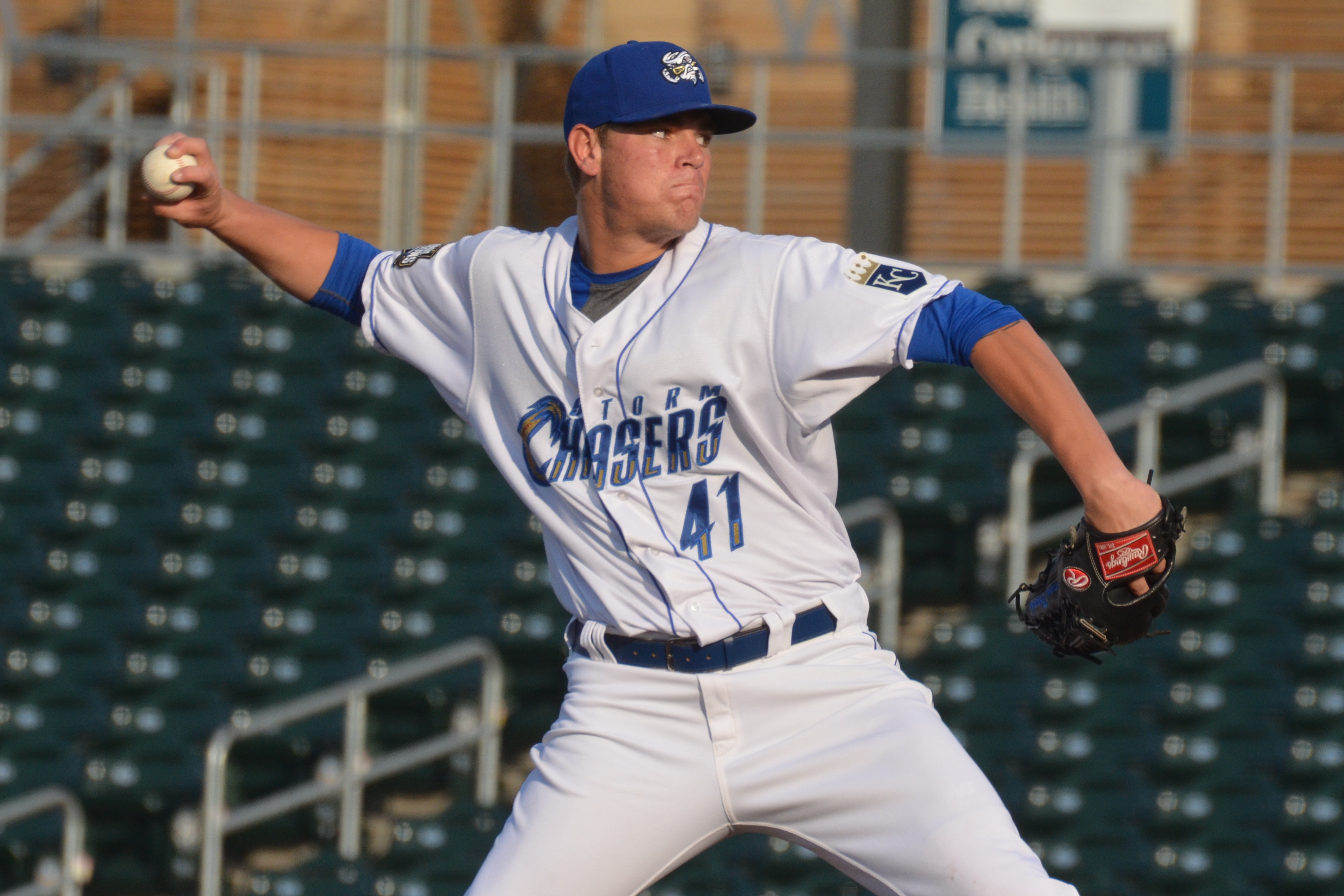
AAA級オマハ時代
（2014年7月8日）

2011年のMLBドラフト9巡目（全体276位）でカンザスシティ・ロイヤルズから指名され、プロ入り。契約後、傘下のパイオニアリーグのルーキー級アイダホフォールズ・チュカーズでプロデビュー。15試合（先発13試合）に登板して6勝2敗、防御率3.84、73奪三振を記録した。
2012年はA級ケーンカウンティ・クーガーズでプレーし、27試合に先発登板して9勝12敗、防御率4.98、120奪三振を記録した。
2013年はまずA+級ウィルミントン・ブルーロックスでプレーし、10試合に先発登板して2勝3敗、防御率4.47、43奪三振を記録した。6月にAA級ノースウエストアーカンソー・ナチュラルズへ昇格。16試合に先発登板して7勝7敗、防御率4.17、67奪三振を記録した。
2014年はAAA級オマハ・ストームチェイサーズで開幕を迎えた。4月5日にロイヤルズとメジャー契約を結んでアクティブ・ロースター入りしたが、登板機会がないまま9日にAAA級オマハへ異動した。5月2日にメジャーへ再昇格し、翌3日のデトロイト・タイガース戦でメジャーデビュー。3点ビハインドの8回表から登板し、2回を投げ7安打6失点だった。5月4日にAAA級オマハへ降格した。5月31日にメジャーへ再昇格し、同日のトロント・ブルージェイズ戦で初先発を果たしたが、初回から5安打7失点2死球と打ち込まれ、2死しか取れずに降板。メジャー初黒星を喫し、6月1日にAAA級オマハへ降格した。その後はメジャーへ昇格できず、プレーオフのロースター入りも逃した。この年メジャーは2試合に登板して0勝1敗、防御率43.88だった。
2015年は後述の移籍までメジャーで2試合に登板した。

### アスレチックス時代
2015年7月28日にベン・ゾブリストとのトレードで、ショーン・マネイアと共にオークランド・アスレチックスへ移籍した。移籍後は先発をメインに11試合に登板し、3勝4敗、防御率6.71という成績だった。

### カブス傘下時代
2016年2月25日にクリス・コグランとのトレードで、シカゴ・カブスへ移籍した。この年はメジャーでの登板はなく、傘下のAAA級アイオワ・カブスで5試合（うち先発4試合）に登板し、防御率7.71、1勝1敗、WHIP1.65だった。
2017年1月27日、背番号をアスレチックス時代の36に戻した。シーズンでは開幕からAAA級アイオワでプレーしていたが、8月19日にレネ・リベラの加入に伴い、DFAとなった。

### ブルワーズ傘下時代
2017年8月23日にウェイバー公示を経てミルウォーキー・ブルワーズへ移籍し、傘下のAAA級コロラドスプリングス・スカイソックスへ配属された。9月5日にDFAとなり、8日にマイナー契約に切り替わった。
2018年は開幕からAAA級コロラドスプリングスでプレー。8月30日にメジャー契約を結んでアクティブ・ロースター入りしたが、ブルワーズでのメジャー登板は無かった。

### アスレチックス復帰
2018年9月3日に金銭トレードで、アスレチックスへ移籍した。
2019年7月3日にDFAとなった。

### オリオールズ時代
2019年7月6日にウェイバー公示を経てボルチモア・オリオールズへ移籍した。オフの11月12日に韓国球界移籍のため、自由契約となった。

### 起亜時代
2019年11月13日にKBOリーグの起亜タイガースと契約した。
2020年はチーム最多タイの11勝を挙げ、シーズン終了後に2021年の再契約を結んだ。
2021年8月8日、税関で輸入した電子タバコから大麻成分が検出されたため、8月11日付で任意脱退選手となり最短でも1年はKBOリーグの球団と契約できないことになった。

### カージナルス時代
2022年1月31日にセントルイス・カージナルスとマイナー契約を結んだ。3月25日にメジャー契約を結んで開幕ロースター入りを果たし、中継ぎとして5試合に登板したが9.1回を投げて防御率7.71と結果を残せず、5月2日にDFAとなった。5月5日にマイナー契約を結び直してAAA級メンフィス・レッドバーズに完全移籍した。シーズン終了まで15試合に登板し、5勝4敗、防御率5.56という成績を残したが、オフの10月14日に自由契約となった。

### パドレス傘下時代
2022年12月12日にサンディエゴ・パドレスとマイナー契約を結んだ。
2023年はAAA級エルパソ・チワワズでリリーフとして44試合に登板し4勝3敗3ホールド、防御率4.95を記録した。オフの11月6日にFAとなった。

### 3度目のアスレチックス時代
2024年2月9日にかつて在籍したアスレチックスとマイナー契約を結んだ。5月15日にメジャーに昇格して5試合に登板した。6月24日のロサンゼルス・エンゼルス戦こそルイス・メディーナの後を受けて2番手で登板して5回1失点と好投したものの、翌25日にジャック・オローリンの復帰に伴ってDFAとなり、2日後にAAA級ラスベガスに降格した。レギュラーシーズン終了後の10月2日にFAとなった。

### メキシカンリーグ時代
2025年4月17日にメキシカンリーグのドゥランゴ・ジェネラルズと契約を結んだが、6月4日に自由契約となった。

### アスレチックス傘下時代
2025年6月5日に前年途中まで在籍したアスレチックスとマイナー契約を結び、同日中にAA級ミッドランド・ロックハウンズに配属された。

## 詳細情報

### 年度別投手成績
| 年 度    | 球 団    | 登 板 | 先 発 | 完 投 | 完 封 | 無 四 球 | 勝 利 | 敗 戦 | セ 丨 ブ | ホ 丨 ル ド | 勝 率 | 打 者 | 投 球 回 | 被 安 打 | 被 本 塁 打 | 与 四 球 | 敬 遠 | 与 死 球 | 奪 三 振 | 暴 投 | ボ 丨 ク | 失 点 | 自 責 点 | 防 御 率 | W H I P |
| -------- | -------- | ----- | ----- | ----- | ----- | -------- | ----- | ----- | -------- | ----------- | ----- | ----- | -------- | -------- | ----------- | -------- | ----- | -------- | -------- | ----- | -------- | ----- | -------- | -------- | ------- |
| 2014     | KC       | 2     | 1     | 0     | 0     | 0        | 0     | 1     | 0        | 0           | .000  | 24    | 2.2      | 12       | 1           | 3        | 0     | 2        | 2        | 0     | 0        | 13    | 13       | 43.88    | 5.62    |
| 2015     | KC       | 2     | 0     | 0     | 0     | 0        | 0     | 0     | 0        | 0           | ----  | 18    | 4.1      | 6        | 0           | 0        | 0     | 0        | 3        | 0     | 0        | 3     | 3        | 6.23     | 1.39    |
| 2015     | OAK      | 11    | 9     | 0     | 0     | 0        | 3     | 4     | 0        | 0           | .429  | 232   | 51.0     | 67       | 9           | 14       | 0     | 4        | 35       | 0     | 0        | 38    | 38       | 6.71     | 1.59    |
| '15計    | OAK      | 13    | 9     | 0     | 0     | 0        | 3     | 4     | 0        | 0           | .429  | 250   | 55.1     | 73       | 9           | 14       | 0     | 4        | 38       | 0     | 0        | 41    | 41       | 6.67     | 1.57    |
| 2018     | OAK      | 3     | 0     | 0     | 0     | 0        | 0     | 0     | 0        | 0           | ----  | 10    | 2.2      | 1        | 0           | 2        | 0     | 0        | 1        | 0     | 0        | 0     | 0        | 0.00     | 1.13    |
| 2019     | OAK      | 15    | 6     | 0     | 0     | 0        | 2     | 3     | 0        | 0           | .400  | 215   | 50.1     | 49       | 12          | 14       | 0     | 4        | 43       | 1     | 0        | 29    | 28       | 5.01     | 1.25    |
| 2019     | BAL      | 14    | 12    | 0     | 0     | 0        | 4     | 5     | 0        | 0           | .444  | 267   | 59.2     | 69       | 9           | 20       | 0     | 6        | 39       | 3     | 1        | 43    | 41       | 6.18     | 1.49    |
| '19計    | BAL      | 29    | 18    | 0     | 0     | 0        | 6     | 8     | 0        | 0           | .429  | 482   | 110.0    | 118      | 21          | 34       | 0     | 10       | 82       | 4     | 1        | 72    | 69       | 5.65     | 1.38    |
| 2020     | 起亜     | 23    | 23    | 1     | 1     | 0        | 11    | 4     | 0        | 0           | .733  | 586   | 151.1    | 131      | 4           | 24       | 0     | 3        | 130      | 3     | 1        | 43    | 42       | 2.50     | 1.02    |
| 2021     | 起亜     | 13    | 13    | 0     | 0     | 0        | 3     | 5     | 0        | 0           | .375  | 333   | 78.0     | 93       | 4           | 16       | 0     | 1        | 55       | 0     | 0        | 34    | 29       | 3.35     | 1.40    |
| 2022     | STL      | 5     | 0     | 0     | 0     | 0        | 0     | 0     | 0        | 0           | ----  | 43    | 9.1      | 11       | 3           | 2        | 0     | 1        | 7        | 0     | 0        | 8     | 8        | 7.71     | 1.39    |
| 2024     | OAK      | 5     | 4     | 0     | 0     | 0        | 0     | 2     | 0        | 0           | .000  | 119   | 26.2     | 33       | 4           | 8        | 0     | 1        | 12       | 0     | 0        | 19    | 15       | 5.06     | 1.54    |
| MLB：6年 | MLB：6年 | 57    | 32    | 0     | 0     | 0        | 9     | 15    | 0        | 0           | .375  | 928   | 206.2    | 248      | 38          | 63       | 0     | 18       | 142      | 4     | 1        | 153   | 146      | 6.36     | 1.50    |
| KBO：2年 | KBO：2年 | 36    | 36    | 1     | 1     | 0        | 14    | 9     | 0        | 0           | .609  | 919   | 229.1    | 224      | 8           | 40       | 0     | 4        | 185      | 3     | 1        | 77    | 71       | 2.79     | 1.15    |

- 2024年度シーズン終了時

### 年度別守備成績
| 年 度 | 球 団 | 投手（P） | 投手（P） | 投手（P） | 投手（P） | 投手（P） | 投手（P） |
| 年 度 | 球 団 | 試 合     | 刺 殺     | 補 殺     | 失 策     | 併 殺     | 守 備 率  |
| ----- | ----- | --------- | --------- | --------- | --------- | --------- | --------- |
| 2014  | KC    | 2         | 0         | 1         | 0         | 1         | 1.000     |
| 2015  | KC    | 2         | 0         | 0         | 0         | 0         | ----      |
| 2015  | OAK   | 11        | 5         | 2         | 0         | 1         | 1.000     |
| '15計 | OAK   | 13        | 5         | 2         | 0         | 1         | 1.000     |
| 2018  | OAK   | 3         | 0         | 2         | 0         | 1         | 1.000     |
| 2019  | OAK   | 15        | 3         | 4         | 0         | 2         | 1.000     |
| 2019  | BAL   | 14        | 4         | 4         | 1         | 0         | .889      |
| '19計 | BAL   | 29        | 7         | 8         | 1         | 2         | .938      |
| MLB   | MLB   | 47        | 12        | 13        | 1         | 5         | .962      |

- 2019年度シーズン終了時

### 背番号
- 62（2014年 - 2015年途中）
- 36（2015年途中 - 同年終了、2020年 - 2021年）
- 35（2018年 - 2019年7月2日）
- 38（2019年7月13日 - 同年終了）
- 67（2022年）
- 53（2024年5月15日 - 同年6月24日）